# 聽說桐島退社了 (電影)
《聽說桐島退社了》（日语：／ Kirishima, Bukatsu Yamerutteyo）是一部由吉田大八執導、於2012年上映的日本青春校園電影，主要角色分別由神木隆之介、橋本愛、東出昌大以及大後壽壽花出演。
本片在不同場合共獲得27個獎項，其中亦包括了於第36屆日本電影金像獎中囊括的最佳影片、最佳導演和最佳剪接獎三大獎項。
台灣於2017年9月16日星期六晚間十點於公視3台公視國際影展播出。

## 背景
《聽說桐島退社了》改編自朝井遼在2009年發表的同名小說作品《聽說桐島退社了》（桐島、部活やめるってよ）。朝井在寫成該書時尚就讀於早稻田大學，但憑著小說成功獲得了第22屆小說昴新人獎，為首位於平成年代出生的獲獎者。
本片由出身自廣告導演、在廣告界贏得包括戛納廣告奬銀奬以內多個獎項的吉田大八執導。吉田在畢業自早稻田大學後加入廣告公司，並於2007年正式踏入電影界，其首作《窩囊廢們！讓我看看悲傷的愛吧》亦入選第60屆康城影展國際影評人週。吉田在受訪時表示「小說最感動我的地方是前田和宏樹在最後對話的一幕。於是我就從這裡開始重現整個故事。」對於電影的出發點，吉田認為「電影的真實感與親切感拉近了和觀衆的距離，彷彿在捕捉及偷窺角色們的生活，這正是這部片的用意：連結你我共有過的回憶。」
日本映畫倫理委員會將本片評為G級（不限年齡），但是在中華民國和香港則分別被評為輔導級（未滿12歲之兒童不得觀賞，12歲以上18歲未滿之青少年須父母、師長或成年親友陪伴輔導觀賞）以及第III級（只准18歲或以上人士觀看）。
電影宣傳標語是「所有人，都脫不了關係。」（全員、他人事じゃない。）

## 劇情概要
松籟第一高等學校，星期五放學后的閑暇時光，一股不安的氣氛在校園肆意蔓延。傳言排球部明星球員桐島退部了，他的舉措使穩固的校園金字塔發生不小的撼動。黃昏的校園內，排球部的眾人、羽球部的東原霞（橋本愛 飾）、桐島的校花女友梨紗（山本美月 飾）以及他的密友菊池宏樹（東出昌大 飾）莫不感到詫異，開始四處尋找桐島的身影，最終卻一無所獲。在這片混亂中，如管樂部部長澤島亞矢（大後壽壽花 飾）般生活在金字塔最底層的人繼續默默從事本部活動，深藏著心中對某個人的愛慕。同樣身處校園夾縫中的電影部部長前田涼也（神木隆之介 飾）原本跟事件徹底無關，卻因桐島退社掀起的騷動，阻撓了他正在拍攝的八釐米活屍電影。學校裡的小型社會正逐漸扭曲崩塌，看似是失敗組的前田將如何搶回他的人生勝利旗幟？ 

## 主要演員
- 前田涼也（電影部）：神木隆之介
- 東原霞（羽球部）：橋本愛
- 菊池宏樹（棒球部）：東出昌大
- 澤島亞矢（管樂部）：大後壽壽花
- 宮部實果（羽球部）：清水胡桃（日语：清水くるみ）
- 飯田梨紗：山本美月
- 野崎沙奈：松岡茉優
- 寺島龍汰：落合扶樹（日语：落合モトキ）
- 阿蘭友弘：淺香航大
- 武文（電影部）：前野朋哉（日语：前野朋哉）
- 棒球部隊長：高橋周平
- 久保（排球部）：鈴木伸之
- 日野（排球部）：榎本功
- 風助（排球部）：太賀
- 詩織（管樂部）：藤井武美（日语：藤井武美）
- 片山（電影部顧問）：岩井秀人（日语：岩井秀人）
- 屋頂上的男子：奧村知史（日语：奥村知史）

## 評價

### 評論

#### 專業影評
東京EL雜誌的評論員尼古拉斯·維洛文（Nicholas Vroman）對影片持負面意見，認為電影跟大多數其他校園片一樣失敗，稱「吉田將太多角色拉進來，卻將應該深入描繪的東西輕輕帶過，留下一堆陳詞濫調。」。相反，「iSugoi」的米吉爾·道格拉斯（Miguel Douglas）則認為本片「無可挑剔且獨特」的敘事方式使觀眾不可懶懶地看著屏幕，而要敏銳地留意著一切細節，否則將無法把故事連結起來，電影「從簡單的小故事延伸至一個高層次社會問題——掙脫羈絆、解放自己的探究」；另一個來自「Heroic Cinema」的評論同樣也認為電影並沒有把箇中訊息和意念簡單表達出來，反之需要觀眾全程專注於劇情發展才能得出結論。蘇格蘭評論人詹姆斯·麥基（James Mudge）覺得導演成功從人物眾多的小說中選取部分較為有趣的角色加以描述，既能緊貼原著，也能在有限時間內深入探究各人的情感，是「日本以至世界的最佳作品之一」；「CinemaAxis」的弗蘭西斯·麥凱（Francis McKay）也指電影善於塑造出日本社會和學校的階級觀念。在臺灣，「CUE電影生活」影評人鄭秉泓稱電影「一反日式小清新習慣將複雜故事簡單化的傳統作風，大膽以不同觀點重述單一事件的多重面向，讓錯綜複雜的校園人際網絡成功立體化」，將流逝的虛妄青春被拍出了新層次大格局」，是10年來金像獎「最出人意表的決定」。
除了故事以外，「Psycho-Drama」的傑德·麥地那（Jed Medina）在評論中也稱讚橋本愛和神木隆之介等演員表現出色，當中尤以東出昌大最為突出，「值得贏取所有獲得提名的獎項」。

#### 大眾媒體
本片在日本媒體間獲得了大致正面評價。日本時報評論指電影「似乎有意使觀眾代入片中的其中一名角色」，而所有角色都有著不同地位，當中東原霞則成為了「最高和最低的橋樑」。評論認為吉田在電影中採用較為自然和嚴肅的風格，跟他以前的作品出現了很大差別，不過吉田依然能夠運用平實無奇的角色繪畫出複雜的現實。日本新聞網站J-CAST也給予本片四星推薦度（五星為滿分），稱電影雖然有乳臭未乾、令人生厭的場景，但同時也有著弱小、痛苦和情感的表現，完全地詮釋了「『高中生』這種生物」，更特別向因為在高中時代不受歡迎而不想回到過去的人們推薦本片。
大中華地區的報章及網站亦多數給予了本片正面評價。對於電影的劇情編排，有評論認為「青春片最慣用的手法就是安排一名出類拔萃的轉校生在新校園裏攪動一池春水；這部電影卻是逆向而行，『桐島』在電影裡自始至終都沒有出現過。」今日新聞網形容本片「猶如中島哲也《告白》加上葛斯·范·桑《大象》的雙倍爆發」，而中時新聞網評論也稱電影有「黑澤明《羅生門》的方式詮釋《大象》的氣味」，指「導演吉田大八跳脫既有電影線性敘事，全片藉由灰暗色調與復古風格追隨每個人物，以不同的角度來看桐島退社的事件，並帶出角色之間的關係，挖掘出單一事件的多重面向，成功詮釋青少年的迷惘、疏離」。評論又認為由高橋優主唱的《太陽依舊昇起》主題曲歌詞激勵人心，為電影以及青春提供了一個「完美的註解」。「放映週報」形容本片的多重視角「並非追求單一角色或導演心理主觀所見的世界，而是明確地讓人察覺到同一時空中透過攝影機不同的擺放位置與移動，原來有這樣多的細節與互動不為人所見」，例如在事件的第一天鏡頭從「同一校園內的不同地點，跟隨不同人物，建構出錯綜複雜的小宇宙」，是一種「刺激視覺記憶建構的新穎觀影經驗。」東森影評則指電影「這麼低成本的內容，這麼不特別的劇情，可以藉由剪輯的手法創造這麼巨大的感受」，稱賞導演「功力深厚，創意十足。」輔仁媒體的林兆彬認為電影很有深度：「看完後，對於突然的結局初時感到空虛和一頭霧水，但慢慢回憶起劇情，細味咀嚼之後，發覺這部電影是很有意思」，稱電影「不單讓你反思青春的點滴，還帶領你感受社會制度和主流價值觀的問題。」演員方面，信息時報指除了兩個主要演員神木隆之介和橋本愛以外，戲中大部份年輕演員都是「初出茅廬的新星」，但卻表現出色，而東出昌大更是被日本影壇譽為「2013年的大發現」。
本片在上映後首周觀眾滿意度排名第二位，並分別在日本雅虎以及「映畫.com」獲得平均3.87/5和3.6/5的評分

### 得獎
| 獎項                       | 類別                       | 受獎者             | 結果 |
| -------------------------- | -------------------------- | ------------------ | ---- |
| 第36屆日本電影金像獎       | 最佳作品獎                 | 聽說桐島退社了     | 獲獎 |
| 第36屆日本電影金像獎       | 最佳導演獎                 | 吉田大八           | 獲獎 |
| 第36屆日本電影金像獎       | 最佳剪接獎                 | 日下部元孝         | 獲獎 |
| 第36屆日本電影金像獎       | 優秀劇本獎                 | 喜安浩平           | 獲獎 |
| 第36屆日本電影金像獎       | 優秀劇本獎                 | 吉田大八           | 獲獎 |
| 第36屆日本電影金像獎       | 優秀新人獎                 | 橋本愛             | 獲獎 |
| 第36屆日本電影金像獎       | 優秀新人獎                 | 東出昌大           | 獲獎 |
| 第36屆日本電影金像獎       | 話題獎                     | 聽說桐島退社了     | 獲獎 |
| 第34屆橫濱電影節           | 最佳作品獎                 | 聽說桐島退社了     | 獲獎 |
| 第34屆橫濱電影節           | 最佳導演獎                 | 吉田大八           | 獲獎 |
| 第34屆橫濱電影節           | 最佳攝影獎                 | 近藤龍人           | 獲獎 |
| 第34屆橫濱電影節           | 最佳新人獎                 | 橋本愛             | 獲獎 |
| 第4屆多摩電影節            | 最佳作品獎                 | 聽說桐島退社了     | 獲獎 |
| 第4屆多摩電影節            | 最佳新進男演員獎           | 神木隆之介         | 獲獎 |
| 第4屆多摩電影節            | 最佳新進女演員獎           | 橋本愛             | 獲獎 |
| 第67屆每日電影獎           | 日本電影優秀獎             | 聽說桐島退社了     | 獲獎 |
| 第67屆每日電影獎           | 導演獎                     | 吉田大八           | 獲獎 |
| 第67屆每日電影獎           | Sponichi Grand Prix 新人獎 | 東出昌大           | 獲獎 |
| 第86屆日本電影旬報十優獎   | 最佳新女演員獎             | 橋本愛             | 獲獎 |
| 第37屆報知電影獎           | 最佳導演獎                 | 吉田大八           | 獲獎 |
| 第37屆報知電影獎           | 最佳作品獎                 | 聽說桐島退社了     | 提名 |
| 第37屆報知電影獎           | 最佳男主角獎               | 神木隆之介         | 提名 |
| 第37屆報知電影獎           | 最佳新人獎                 | 東出昌大           | 提名 |
| 第17屆日本網絡電影大獎     | 日本電影部門：導演獎       | 吉田大八           | 提名 |
| 第17屆日本網絡電影大獎     | 日本電影部門：作品獎       | 聽說桐島退社了     | 獲獎 |
| 第17屆日本網絡電影大獎     | 日本電影部門：投票者獎     | 聽說桐島退社了     | 獲獎 |
| 第17屆日本網絡電影大獎     | New Face Break獎           | 橋本愛             | 獲獎 |
| 第67屆日本放送電影藝術大獎 | 最佳作品獎                 | 聽說桐島退社了     | 獲獎 |
| 第67屆日本放送電影藝術大獎 | 優秀新人獎                 | 橋本愛             | 獲獎 |
| 第4屆戲院員工電影節        | 女配角獎                   | 橋本愛             | 獲獎 |
| 第4屆戲院員工電影節        | Grand Chariot新人獎        | 東出昌大           | 獲獎 |
| 第7屆亞洲電影大獎          | 最佳新演員                 | 東出昌大           | 提名 |
| 第7屆亞洲電影大獎          | 最佳編劇                   | 喜安浩平、吉田大八 | 提名 |
| 第7屆亞洲電影大獎          | 最佳剪接                   | 日下部元孝         | 獲獎 |

## 製片團隊
以下為電影的主要製作人員及團體：

| - 導演：吉田大八 - 腳本：喜安浩平、吉田大八 - 製作指揮：宮崎洋 - 製作：菅沼直樹、茨木政彦、弘中謙、平井文宏、阿佐美弘恭、畠中達郎、和崎信哉 - 監製：佐藤貴博、北島和久、枝見洋子 - 執行製作：奥田誠治 - 副執行製作：神藏克（神蔵克） - 助理製作：高橋政彦 - 助理導演：甲斐聖太郎 - 製作擔當：吉崎秀一 - 製作統籌：仲野尚之 - 攝影：近藤龍人 - 照明：藤井勇 - 剪接：日下部元孝 - 錄音：矢野正人 - 美術：樫山智惠子（樫山智恵子） - 場記：田口良子 | - 衣裝：遠藤良樹 - 髮型師：大野真二郎 - 裝飾：山田好男 - 音樂：近藤達郎 - 音樂製作：日下好明、平川智司 - 特效監督：西村了 - 人事：安達敬一（あんだ敬一） - 主題曲：高橋優《太陽依舊昇起～電影「聽說桐島退社了」版本～》（日本華納音樂） - 插曲：埼玉縣立蕨高等學校吹奏樂部《艾爾莎的新娘步入教堂》 - 宣傳製作：渡邊尊俊（渡辺尊俊） - 宣傳：Yoake（ヨアケ） - 企劃協力：集英社／高梨佳苗、信田奈津 - 外景協力：高知中央高等學校 - 特別協力：高知縣、高知市、高知電影發展部門 - 企劃、製作：日本電視台、AX-ON - 發行：SHOWGATE - 製作：電影「桐島」電影部（日本電視台、集英社、讀賣電視台、VAP、D.N. Dream Partners、Amuse、WOWOW） |

## 衍生影集
以宮部實果主角的衍生影集2012年8月WOWOW播出。出演有清水胡桃、板谷由夏（特別出演，聲音演出），導演為秋野翔一。

## 外部連結
- YouTube上的06.14《聽說桐島退社了》中文預告 （中文）
- YouTube上的 （日語）
- 聽說桐島退社了的X（前Twitter） （日語）
- 聽說桐島退社了的Facebook專頁 （日語）
- 桐島、部活やめるってよ - KINENOTE
- 桐島、部活やめるってよ （页面存档备份，存于） - シネマトゥデイ
- 互联网电影数据库（IMDb）上《聽說桐島退社了》的资料（英文）